# Korpsumphöna
Korpsumphöna (Zapornia flavirostra) är en afrikansk fågel i familjen rallar inom ordningen tran- och rallfåglar.

## Utseende och läte
Korpsumphönan är en 19–23 cm lång rall med kort stjärt och långa tår. Fjäderdräkten verkar helsvart, men i visst ljus kan en olivbrun ton på vingar och ovansida skönjas. Ögonen är röda, liksom fötterna och benen, medan näbben är gul. Könen är lika till utseende, men hanen något större. De flesta hanar, men bara 10 % av honorna, har krökt övre näbbhalva. Ungfågeln är brun ovan med mörkgrått på huvud och undersida, mattröda ben och gröngul näbb. Spellätet som utförs i duett inleds med ett gutturalt tjattrande "krrrok-kraaaa", som svaras med ett duvlikt kuttrande "coo-crr-COO".

## Utbredning och systematik
Den förekommer i Afrika söder om Sahara. Tidigare fördes den till släktet Amaurornis, men DNA-studier visar att den endast är avlägset släkt och förs därför tillsammans med flera andra arter till ett annat släkte, Zapornia.

## Levnadssätt
Arten hittas i alla möjliga sötvattensvåtmarker, så länge det finns viss vegetation för att erbjuda skydd. Olikt många andra rallar ses korpsumphönan ofta ute i det öppna. Den är daglevande och kan ses födosöka på marken eller klättra upp bland vasstrån på jakt efter ryggradslösa djur, småfisk, grodor och frön. Den kan också ta fågelägg och as, och ses plocka parasiter från flodhästar och vårtsvin.

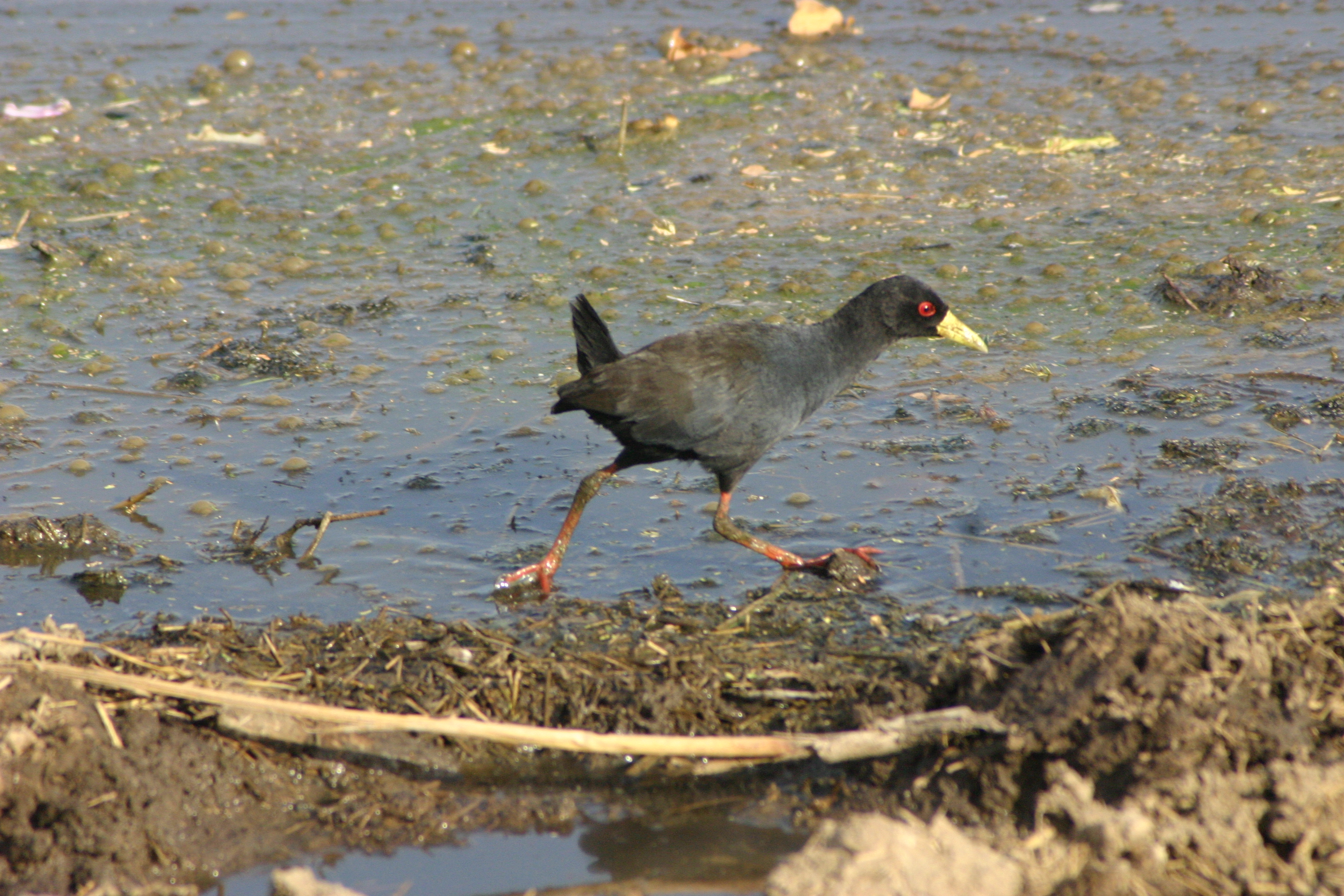

### Häckning
Under häckningen är korpsumphönan mycket aggressiv mot inkräktare och kan attackera och till och med döda andra rallar i samma storlek. Det prydliga djupt skålformade boet av växtdelar byggs av båda könen inne i skyddande växtlighet eller på torrare mark, ibland även upp till tre meter upp i en buske. Däri lägger den två till sex, normalt tre, gräddfärgade eller vita ägg med bruna fläckar. Båda könen ruvar äggen, ibland assisterade av ungar från tidigare kullar. Äggen ruvas i 13–19 dagar. Efter kläckning lämnar boet efter en till tre dagar, men matas av föräldrarna och medhjälpare i ett antal veckor efter det. Efter fem till sex veckor är de flygga och självständiga efter sex till tolv veckor.

## Status
Arten har ett stort utbredningsområde och beståndet anses vara stabilt. Internationella naturvårdsunionen IUCN listar den därför som livskraftig (LC). Världspopulationen uppskattas till en miljon individer.